# Alice Constance Austin
Alice Constance Austin foi uma arquiteta, urbanista, feminista e socialista estadunidense. Nasceu em 1862, na cidade de Chicago; seus pais foram Joseph B. e Sarah L. Austin. Seu mais famoso projeto, em Llano del Rio, embora nunca completamente alcançado, influenciou, mais tarde, projetos de cidade sustentáveis em vários países. Em 1935, Austin publicou seu livro The Next Step; How to Plan for Beauty, Comfort, and Peace with Great Savings Effected by the Reduction of Waste, que discute o socialismo, as dificuldades com o projeto de Llano del Rio e algumas outras ideias sobre o planejamento urbano. Seus esforços feministas na história do planejamento urbano influenciaram políticas modernas, como o salário mínimo, a seguridade social, a habitação popular e a saúde universal.

## Llano del Rio
Llano del Rio é o projeto mais conhecido de Alice Constance Austin. Ela foi contratada no início da década de 1910 por Job Harriman, um socialista com a intenção de criar uma comunidade cooperativa em Palmdale, Califórnia. Era uma cidade circular plana, que incluía edifícios administrativos, restaurantes, igrejas, escolas e mercados. As casas tinham um design feminista moderno e incluíam planos para casas sem cozinha e creches comunitárias, buscando reduzir a quantidade de trabalho doméstico realizado pelas mulheres. Os conceitos feministas de Austin estavam de acordo com as ideias socialistas de Harriman, porque ambos buscavam questionar o patriarcado. Eles tentaram imaginar um novo tipo de cidade. O projeto nunca foi plenamente realizado.

## Planejamento urbano e design feminista moderno
Austin propôs a utilização de um sistema subterrâneo de túneis para a lavanderia e a entrega de refeições quentes. Isso resultaria em menos serviços domésticos e mais facilidade para o cuidado com as crianças. Isso permitira às mulheres entrar mais integralmente na esfera pública não doméstica. Ela também incluiu móveis compactos e retráteis, o que reduziria o trabalho doméstico.
Ela também pretendia mudar várias coisas na tradicional esfera doméstica, com casas sem cozinha.
O movimento da cidade-jardim de Ebenezer Howard e a influência feminista de Charlotte Perkins Gilman foram as principais inspirações de Austin. Na esfera pública, Austin escolheu promover a segurança e acessibilidade, como ilustrado através de seus planos para parques públicos e famílias de baixa renda para mulheres em necessidade (devido a abuso, divórcio etc.). Na esfera privada, ela projetava para o conforto, eficiência e funcionalidade, especialmente dos serviços domésticos.

## Ler mais
- Women and Planning: Creating Gendered Realities de Clara H. Greed